# Istituto tecnico agrario Giuseppe Garibaldi

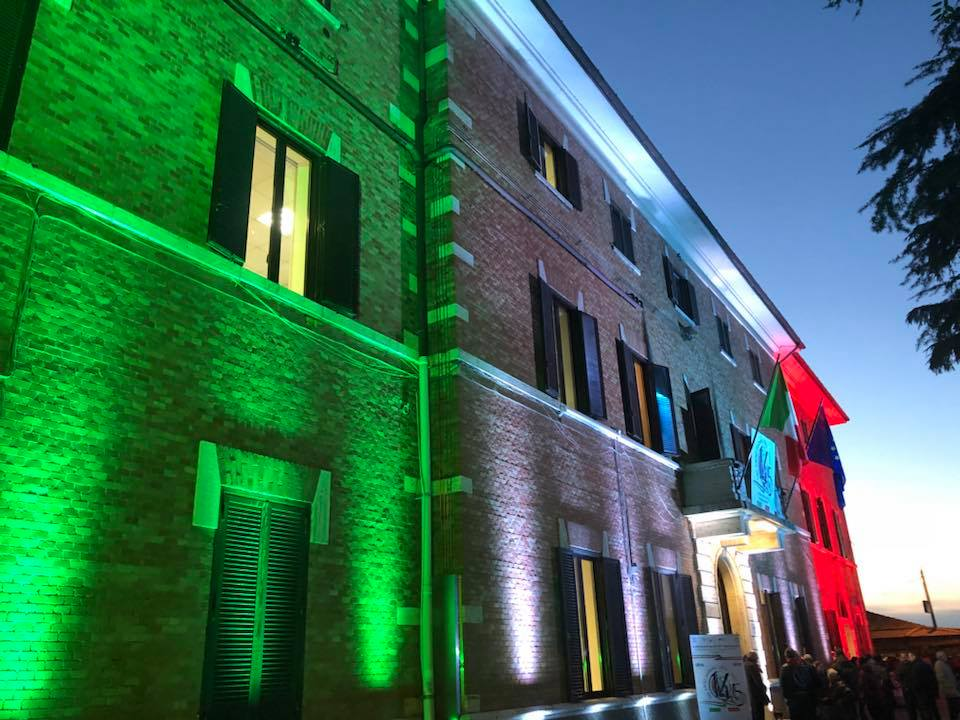
illuminazione dell'istituto in occasione della celebrazione dei suoi 145 anni

L'Istituto Tecnico Agrario “Giuseppe Garibaldi” è un istituto di istruzione secondaria di secondo grado di Roma nato nel 1872. L'Istituto è destinato alla formazione di Periti agrari, tecnici esperti e competenti sull'ambiente naturale (l'ultimo ciclo del diploma da periti agrari è quello delle prime classi dell'anno 2009/10, i seguenti cicli di classi dovranno scegliere uno dei due indirizzi proposti al termine del biennio).

## Storia
L'Istituto nasce come Scuola Podere nel 1872 su iniziativa del Comizio Agrario insieme al Ministero dell'agricoltura, dell'industria e del commercio e alla Provincia di Roma su un terreno del comune di Valmontone.
Successivamente nel 1875 la Scuola Podere fu trasferita a Roma sul Gianicolo nel Casale di S. Pio V di proprietà dei Principi Corsini.
La precarietà amministrativa del Comizio Agrario di Roma (che pochi anni dopo si trasformò in Consorzio Agrario) portò nel 1882 ad abbandonare l'amministrazione della Scuola Podere; il Ministero dell'agricoltura e la Provincia di Roma la rinominarono Scuola Pratica di Agricoltura.
Successivamente nel 1907, la scuola dovette abbandonare il Casale di S. Pio V e fu trasferita provvisoriamente nella Tenuta di S. Alessio sulla Via Ardeatina. La Tenuta di S. Alessio di circa 100 ettari di terreno diventa così il Campo Sperimentale della Scuola di Pratica dell'agricoltura.
Il Ministero dell'Agricoltura, Industria e Commercio e la Provincia di Roma intenzionati a dare una sistemazione definitiva alla scuola, stipulano un contratto il 21 dicembre 1910 con il quale “il Ministero di Agricoltura Industria e Commercio concede in enfiteusi perpetua all'Amministrazione della Provincia di Roma i fondi demaniali denominati Regio Campo Sperimentale di S. Alessio (di ha 82,93) e i lotti 13 (di ha 10,20) e 14 (di ha 9,31) della tenuta di S Alessio e Vigna Murata, coll'obbligo di stabilirvi la Regia Scuola Pratica di agricoltura di Roma”.
Nel 1928 viene costruito l'attuale edificio al centro della tenuta per ospitare la scuola, il convitto e l'azienda agraria.